# 랑장현
랑장현(베트남어: Huyện Lục Ngạn / 縣諒江)은 베트남 동북부 지방 박장성의 9개의 현 중 하나이다. 2003년을 기준으로 이 지역의 인구는 184,956명이다.  이 현의 면적은 246km2이며, 현도는 보이 시진에 있다.

## 행정 구역
랑장현은 2개의 시진과 19개의 사를 관할하고 있다.

### 시진
- 보이 시진 (Thị trấn Chũ, 灰市鎭)
- 껩 시진 (Thị trấn Kép, 𠄳市鎭)

### 사
- 안하 사 (Xã An Hà, 安河社)
- 다이럼 사 (Xã Đại Lâm, 大林社)
- 다오미 사 (Xã Đào Mỹ, 桃美社)
- 즈엉득 사 (Xã Dương Đức, 陽德社)
- 흐엉락 사 (Xã Hương Lạc, 香樂社)
- 흐엉선 사 (Xã Hương Sơn, 香山社)
- 미하 사 (Xã Mỹ Hà, 美河社)
- 미타이 사 (Xã Mỹ Thái, 美太社)
- 응이어화 사 (Xã Nghĩa Hòa, 義和社)
- 응이어흥 사 (Xã Nghĩa Hưng, 義興社)
- 꽝틴 사 (Xã Quang Thịnh, 光盛社)
- 떤진 사 (Xã Tân Dĩnh, 新颖社)
- 떤흥 사 (Xã Tân Hưng, 新興社)
- 떤타인 사 (Xã Tân Thanh, 新淸社)
- 타이다오 사 (Xã Thái Đào, 太陶社)
- 띠엔룩 사 (Xã Tiên Lục, 僊籙社)
- 쑤언흐엉 사 (Xã Xuân Hương, 春香社)
- 쑤엉럼 사 (Xã Xương Lâm, 昌林社)
- 옌미 사 (Xã Yên Mỹ, 安美社)